# La croisée des chemins
La croisée des chemins è un film del 1975 diretto da Jean-Claude Brisseau.